# Słuchacz (województwo pomorskie)
Słuchacz – osada kociewska w Polsce położona w województwie pomorskim, w powiecie starogardzkim, w gminie Smętowo Graniczne. Osada wchodzi w skład sołectwa Leśna Jania.
W latach 1975–1998 miejscowość administracyjnie należała do województwa gdańskiego.